# Joshua Knobe
Joshua Knobe   (Massachusetts, 1974) és un filòsof experimental estatunidenc, el treball del qual abasta temes de filosofia de la ment i ètica. És professor de ciència cognitiva i filosofia a la Universitat Yale. És conegut pel seu treball sobre l'«efecte Knobe» i l' ús de mètodes experimentals per a entendre les reaccions personals davant els dilemes morals.

## Trajectòria
Knobe es va llicenciar a la Universitat Stanford el 1996 i es va doctorar a la Universitat de Princeton el 2006,  amb una tesi dirigida per Gilbert Harman. Va ser professor adjunt de filosofia a la Universitat de Carolina del Nord a Chapel Hill des del 2006 fins que es va traslladar a la Universitat Yale el 2009.

El seu treball ha abastat diversos temes, com ara la intencionalitat, el lliure albir, el jo i el dual-character concept. Knobe és conegut pel que s'ha anomenat «efecte Knobe» o side-effect effect. Segons Jones (2009):
En lloc de consultar les seves pròpies intuïcions filosòfiques, Knobe es va proposar esbrinar com pensa la gent comuna sobre l'acció intencional. En un estudi publicat el 2003, Knobe va presentar als transeünts d'un parc de Manhattan el següent escenari: el director d'una empresa està assegut a la seva oficina quan arriba el seu vicepresident de R+D i declara que «estem pensant en iniciar un nou programa. Ens ajudarà a augmentar els beneficis, però també perjudicarà el medi ambient». El director afirma que no li importa danyar el medi ambient i només vol obtenir el màxim de beneficis possible. El programa es du a terme, s'obtenen beneficis i es perjudica el medi ambient.
El director va danyar intencionadament el medi ambient? La gran majoria de les persones a qui Knobe va preguntar, el 82%, va dir que sí. Però, què passa si es canvia l'escenari de manera que la paraula «dany» es substitueixi per «ajuda»? En aquest cas, al director no li importa ajudar el medi ambient, i tot i així només vol obtenir beneficis, i les seves accions donen com a resultat els dos resultats. Ara davant la pregunta de si «el director va ajudar intencionadament al medi ambient?», només el 23% dels participants de Knobe van respondre «sí» (Knobe, 2003a).
Aquesta asimetria en les respostes entre els escenaris de «dany» i «ajuda», ara conegut com l'efecte Knobe, proporciona un desafiament directe a la idea d'un flux unidireccional de judicis des del domini factual o no moral fins a l'esfera moral. «Aquestes dades mostren que el procés és realment molt més complex», argumenta Knobe. En canvi, el caràcter moral de les conseqüències d'una acció també sembla influir en com es jutgen els aspectes no morals de l'acció, en aquest cas, si algú va fer alguna cosa intencionadament o no.